# 사도야스
사도야스(일본어: さとやす)는 TENKY소속의 일본의 삽화가다.

## 삽화
- 종말의 크로니클
- 경계선상의 호라이즌

## 같이 보기
- TENKY